# Гарман, Гарриет
Гарриет Рут Гарман, баронесса Гарман (англ. Harriet Harman, Baroness Harman; род. 30 июля 1950, Лондон) — британский политик из Лейбористской партии и пожизненный пэр с 19 августа 2024 года, бывший член Палаты общин от округа Кэмбервелл и Пэкхэм с 1982 года по 2024 год. С 2007 года — заместитель лидера Лейбористской партии, а также заместитель теневого премьер-министра и теневой министр культуры, СМИ и спорта. С 8 мая 2015 года временно исполняла обязанности лидера лейбористов после отставки Эда Милибэнда.

## Биография
После окончания Йоркского университета работала юристом. В 1997 году, после победы лейбористов на всеобщих парламентских выборах, Гарман вошла в состав первого кабинета министров Тони Блэра на посту министра социальной защиты. Однако её неудачи на этом посту заставили Блэра через год отправить Харман в отставку.
В правительство она вернулась в 2001 году и занималась юридическими вопросами в должности Генерального солиситора Англии и Уэльса, а в 2005 году стала заместителем министра по конституционным делам. В мае 2007 года в результате реорганизации министерства её пост стал называться заместитель министра юстиции.
Министр по делам женщин и равенства и одновременно лидер Палаты общин (2007—2010).
С 11 мая 2010 года после отставки Гордона Брауна ввиду поражения партии на парламентских выборах временно исполняла обязанности лидера лейбористов до победы Эда Милибэнда на выборах лидера 25 сентября 2010 года.

## Семья
Супруг — Джек Дроуми, также лейборист и профсоюзный деятель. У них два сына, Джозеф и Гарри и дочь Эми.